# Hesseng
Hesseng (kvenisch Hessenki) ist eine Ortschaft in der norwegischen Kommune Sør-Varanger in der Provinz (Fylke) Finnmark. Der Ort hat 1647 Einwohner (Stand: 1. Januar 2024).

## Geografie
Hesseng ist ein sogenannter Tettsted, also eine Ansiedlung, die für statistische Zwecke als eine Ortschaft gewertet wird. Der Ort liegt etwa fünf Kilometer südlich der Stadt Kirkenes nahe der Grenze zwischen Norwegen und Russland. Im Süden von Hesseng liegt der See Sandnesvatnet. Im Nordosten liegen die Seen Tredjevatn und Andrevatn (nordsamisch Stuorrajávri).

## Verkehr
Aus dem Westen führt die Europastraße 6 (E6) auf Hesseng zu. In Hesseng knickt die E6 in den Norden nach Kirkenes ab, wo sie schließlich ihren Endpunkt erreicht. In den Osten zum Grenzort Storskog und von dort weiter nach Russland verläuft von Hesseng aus die Europastraße 105 (E105). Aus dem Süden führt der Fylkesvei 8850 nach Hesseng.

## Persönlichkeiten
- Runar Sjåstad (* 1968), Politiker